# Монітори типу «Маршал Ней»
Монітори типу «Маршал Ней» (англ. Marshal Ney class) тип моніторів Королівського флоту під час Першої світової війни.

## Проєкт та розробка
Потреба у обстрілі ворожих позицій з Ла-Маншу виникла вже після початку бойових дій. Тому монітори, яким вирішили доручити відповідні місії, конструювалися у певному поспіху. Підготовка проєктів моніторів була доручена Директором військово-морського кораблебудування (Director of Naval Construction) Еустасом Теннісоном де Енкуром (Eustace Tennyson d'Eyncourt), Заступнику Конструктора Чарльзу С. Ліллікрапу (Charles S. Lillicrap) (який пізніше сам став Директором). На час появи проєкту "Маршала Нея) було вже замовлено побудову до 33 моніторів різних типів. Зміна конструкції лінійних крейсерів Renown та Repulse означало появу двох доступних сучасних башт з 15-ти дюймовими гарматами. Перший морський лорд Джон Фішер та Вінстон Черчилль, Перший лорд Адміралтейства (військово-морський міністр) вирішили, що ці башти мають бути використані для озброєння двох додаткових моніторів.  
Обидва два монітори отримали дизельні двигуни , які тоді ще були новинкою - більшість кораблів мали парові машини.  Використання дизелів означало, що моніторам не потрібні котельні (це дозволяло зменшити осадку), ані великі труби, що зменшувало об'єм надбудов.  Ці двигуни спочатку були розроблені для набагато менших торгових суден, і тому монітори виявилися особливо повільними і ненадійними. 

## Назви моніторів
Кораблям  спочатку збирались дати позначення M 13 та M 14, проте пізніше перейменували на честь Маршалів Франції періоду Наполеонівських війн Жана де Дью Сульта  та Мішеля Нея.
Імовірно вибір імен кораблів мав підкреслити повагу до союзника по Антанті  - Франції. Адміралтейство не зупинив той факт, що свого часу і Ней, і Сульт воювали проти британських військ. 

## Кораблі

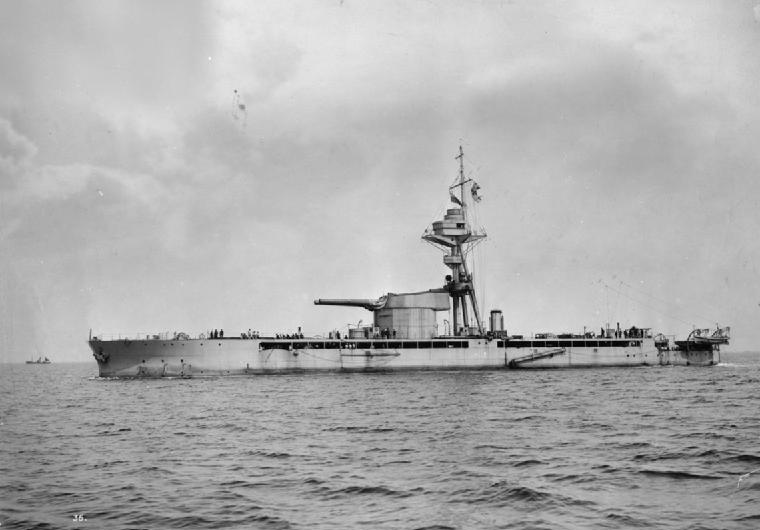
"Маршал Ней" під час руху, 26 серпня 1915 року

- «Маршал Сульт»

Побудований Palmers, Ньюкасл
Спущений на воду у червні 1915
Завершений у серпні 1915
Служив у Дуврській ескадрі моніторів (Dover Monitor Squadron), після війни використовувався як навчальний корабель для артилеристів. Після початку Другої світової війни певний час розглядалася можливість повернення корабля у стрій. Натомість башта "Маршала Сульта" була знята для оснащення нового монітора, "Abercrombie", а сам він став кораблем управління. Корабель був списаний та утилізований 1946.
- «Маршал Ней»

Побудований Palmers, Ньюкасл
Спущений на воду у серпні 1915
Завершений у листопаді 1915
Після морських випробувань башта з корабля була знята  для озброєння монітора "Erebus", які мав значно потужніші двигуни. Натомість "Маршал Ней" був переозброєний  6-  та 4 дюймовими (відповідно, 152 та 102 мм) гарматами і використовувався як патрульний корабель до кінця війни.  Пізніше використовувався як плавуча база, навчальний корабель, неодноразово перейменовуючись. аж поки не був розібраний на метал 1957.